# Hongje (métro de Séoul)
Hongje (en coréen : 홍제역) est une station de la ligne 3 du métro de Séoul. Elle est située dans l'arrondissement de Seodaemun-gu à Séoul en Corée du Sud.

## Situation sur le réseau

Plan du réseau (2023)

## Histoire
La station Hongje est mise en service le 12 juillet 1985, lors de l'ouverture à l'exploitation d'un prolongement de huit kilomètres ,.

## Services aux voyageurs

### Desserte

Installations
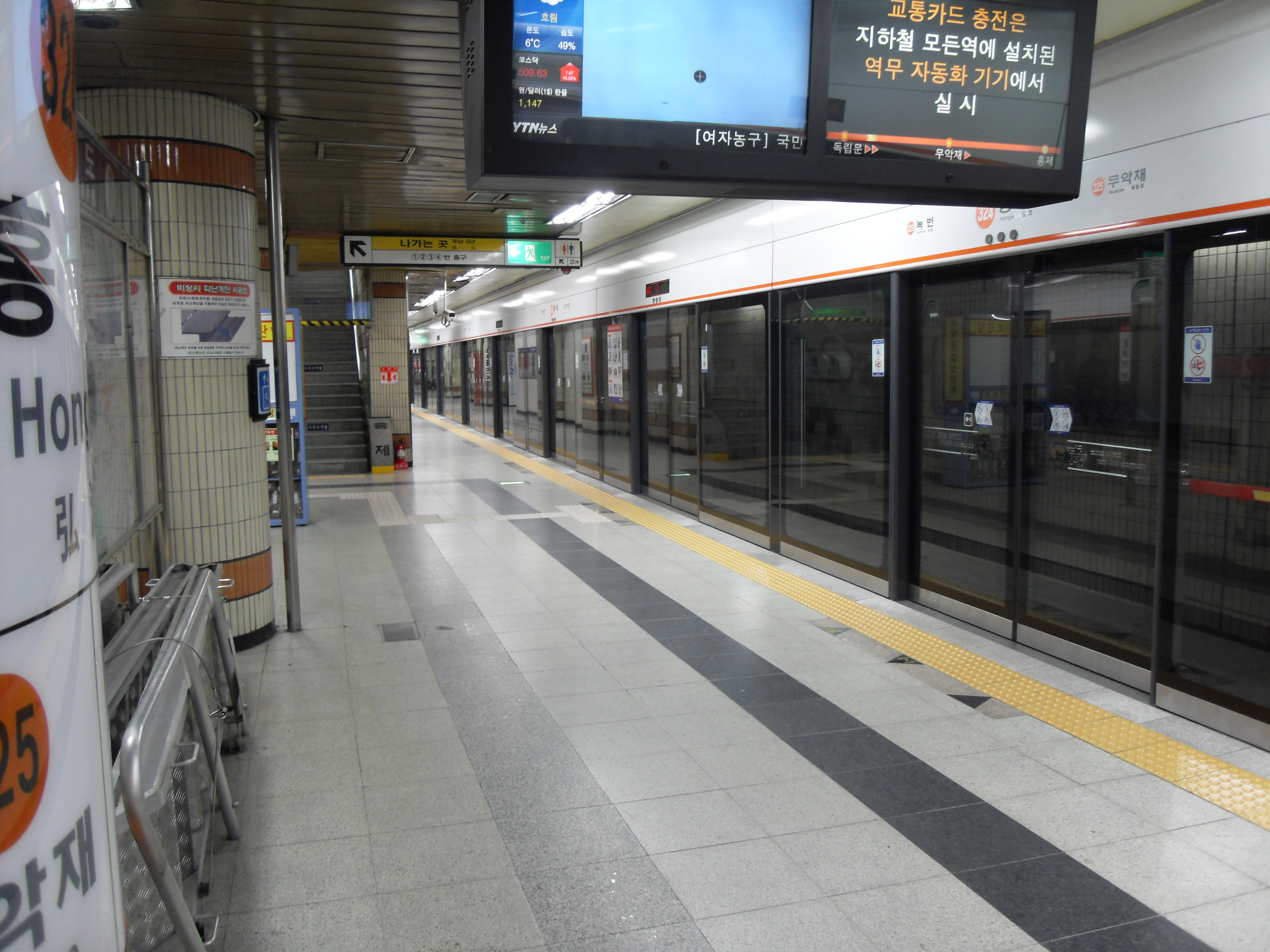
En 2010.
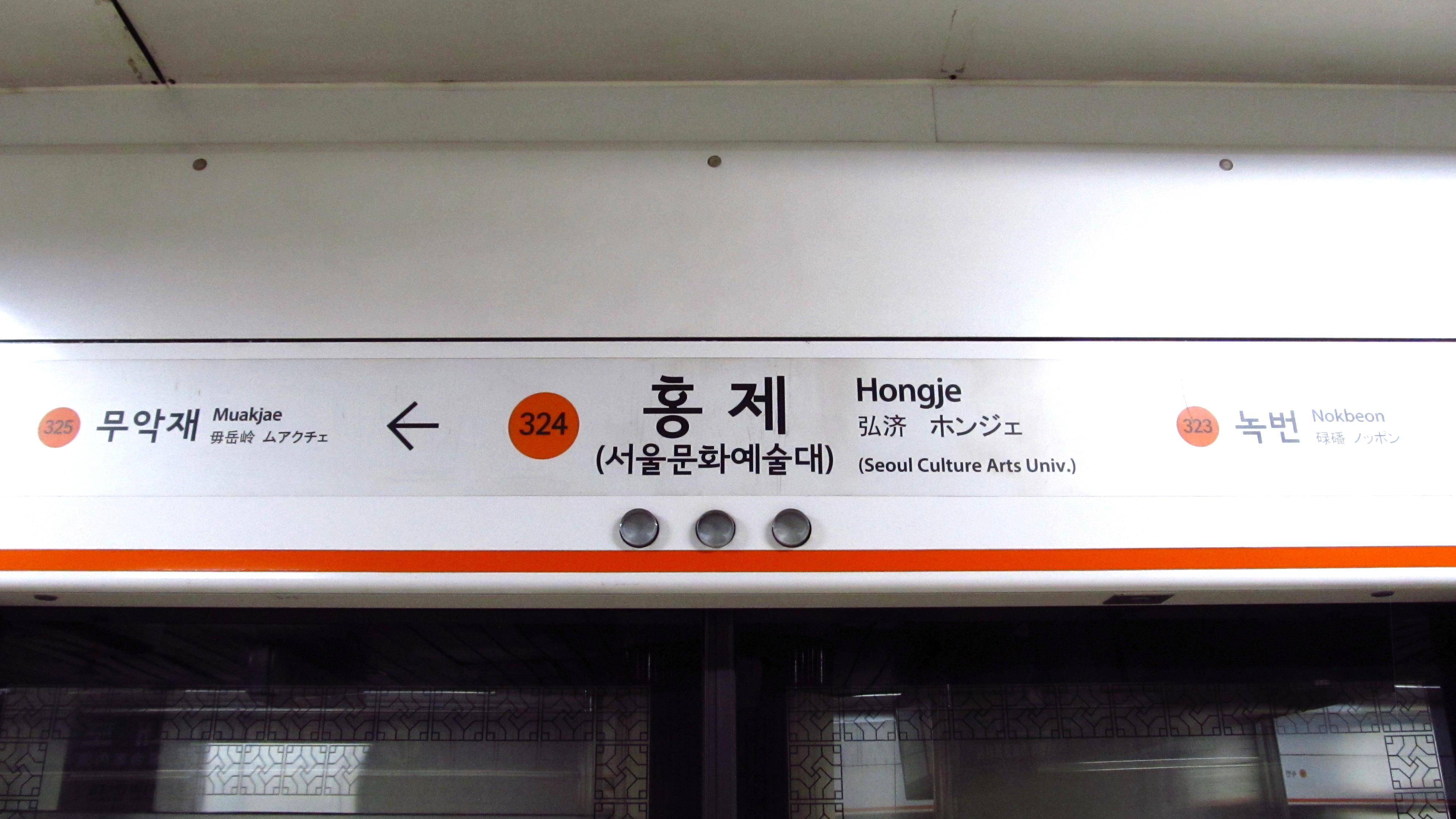
En 2019.
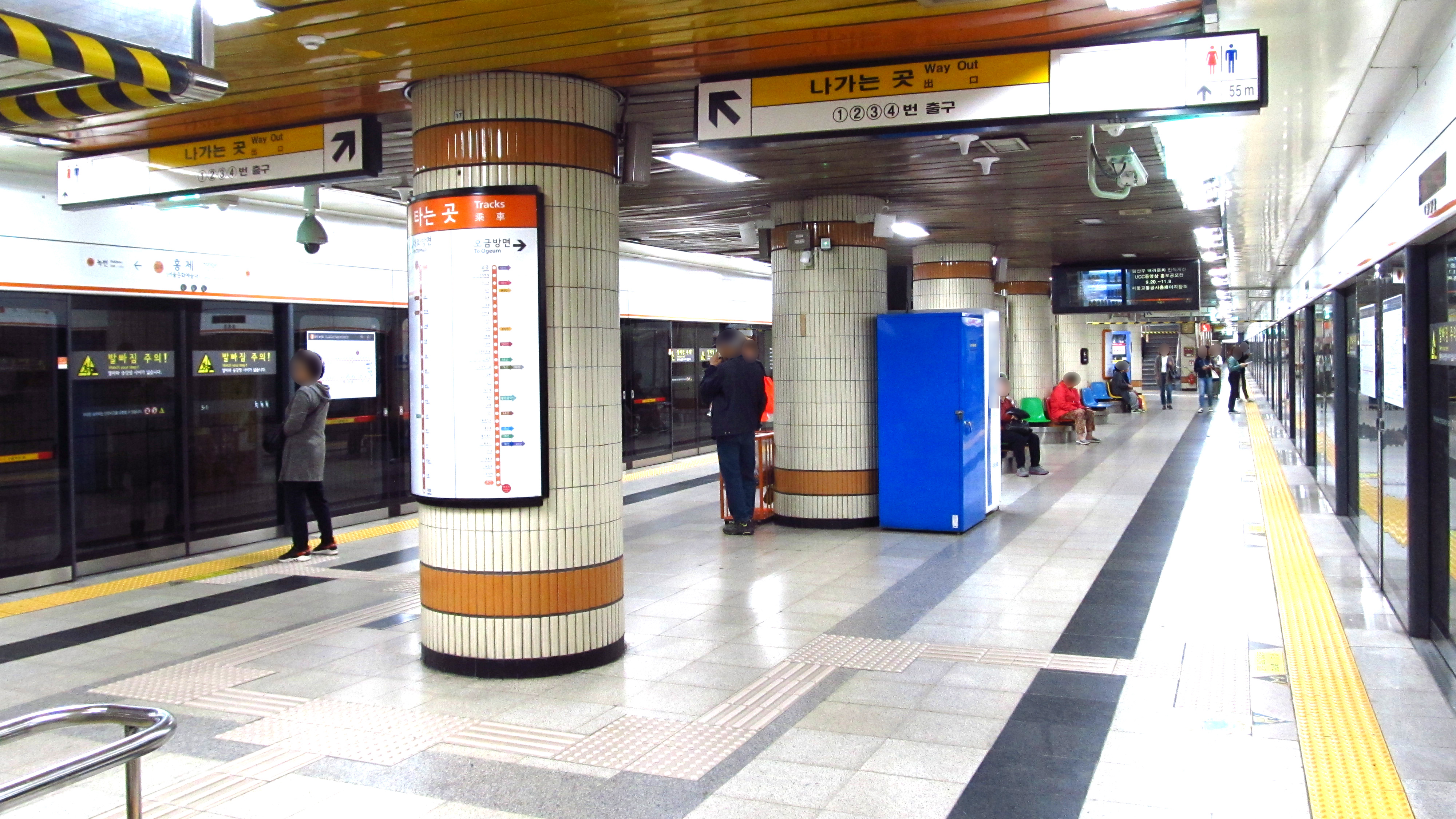
En 2019.